# Screen Actors Guild Awards 2005
L'undicesima cerimonia del Premio SAG si è svolta il 5 febbraio 2005 allo Shrine Exposition Center di Los Angeles.

## Cinema

### Migliore attore protagonista
- Jamie Foxx – Ray
- Don Cheadle – Hotel Rwanda
- Johnny Depp – Neverland - Un sogno per la vita (Finding Neverland)
- Leonardo DiCaprio – The Aviator
- Paul Giamatti – Sideways - In viaggio con Jack (Sideways)

### Migliore attrice protagonista
- Hilary Swank – Million Dollar Baby
- Annette Bening – La diva Julia - Being Julia (Being Julia)
- Catalina Sandino Moreno – Maria Full of Grace
- Imelda Staunton – Il segreto di Vera Drake (Vera Drake)
- Kate Winslet – Se mi lasci ti cancello (Eternal Sunshine of the Spotless Mind)

### Migliore attore non protagonista
- Morgan Freeman – Million Dollar Baby
- Thomas Haden Church – Sideways - In viaggio con Jack
- Jamie Foxx – Collateral
- James Garner – Le pagine della nostra vita (The Notebook)
- Freddie Highmore – Neverland - Un sogno per la vita

### Migliore attrice non protagonista
- Cate Blanchett – The Aviator
- Cloris Leachman – Spanglish
- Laura Linney – Kinsey
- Virginia Madsen – Sideways - In viaggio con Jack
- Sophie Okonedo – Hotel Rwanda

### Miglior cast
- Sideways - In viaggio con Jack
Thomas Haden Church, Paul Giamatti, Virginia Madsen, Sandra Oh
- The Aviator
Alan Alda, Alec Baldwin, Kate Beckinsale, Cate Blanchett, Leonardo DiCaprio, Ian Holm, Danny Huston, Jude Law, John C. Reilly, Gwen Stefani
- Neverland - Un sogno per la vita
Julie Christie, Johnny Depp, Freddie Highmore, Dustin Hoffman, Radha Mitchell, Joe Prospero, Nick Roud, Luke Spill, Kate Winslet
- Hotel Rwanda
Don Cheadle, Nick Nolte, Sophie Okonedo, Joaquin Phoenix
- Million Dollar Baby
Clint Eastwood, Morgan Freeman, Hilary Swank
- Ray
Aunjanue Ellis, Jamie Foxx, Terrence Dashon Howard, Regina King, Harry Lennix, Clifton Powell, Larenz Tate, Kerry Washington

## Televisione

### Migliore attore in un film televisivo o miniserie
- Geoffrey Rush – Tu chiamami Peter (The Life and Death of Peter Sellers)
- Jamie Foxx – Redemption - La pace del guerriero (Redemption: The Stan Tookie Williams Story)
- William H. Macy – The Wool Cap - Berretto di lana (The Wool Cap)
- Barry Pepper – Una vita al limite (3: The Dale Earnhardt Story)
- Jon Voight – The Five People You Meet in Heaven

### Migliore attrice in un film televisivo o miniserie
- Glenn Close – The Lion in Winter - Nel regno del crimine (The Lion in Winter)
- Patricia Heaton – La scelta di Paula (The Goodbye Girl)
- Keke Palmer – The Wool Cap - Berretto di lana
- Hilary Swank – Angeli d'acciaio (Iron Jawed Angels)
- Charlize Theron – Tu chiamami Peter

### Migliore attore in una serie drammatica
- Jerry Orbach – Law & Order - I due volti della giustizia (Law & Order)
- Hank Azaria – Huff
- James Gandolfini – I Soprano (The Sopranos)
- Anthony LaPaglia – Senza traccia (Without a Trace)
- Kiefer Sutherland – 24

### Migliore attrice in una serie drammatica
- Jennifer Garner – Alias
- Edie Falco – I Soprano
- Allison Janney – West Wing - Tutti gli uomini del Presidente (The West Wing)
- Christine Lahti – Jack & Bobby
- Drea De Matteo – I Soprano

### Migliore attore in una serie commedia
- Tony Shalhoub – Detective Monk (Monk)
- Jason Bateman – Arrested Development
- Sean Hayes – Will & Grace
- Ray Romano – Tutti amano Raymond (Everybody Loves Raymond)
- Charlie Sheen – Due uomini e mezzo (Two and a Half Men)

### Migliore attrice in una serie commedia
- Teri Hatcher – Desperate Housewives
- Patricia Heaton – Tutti amano Raymond
- Megan Mullally – Will & Grace
- Sarah Jessica Parker – Sex and the City
- Doris Roberts – Tutti amano Raymond

### Migliore cast in una serie drammatica
- CSI: Crime Scene Investigation
Gary Dourdan, George Eads, Jorja Fox, Paul Guilfoyle, Robert David Hall, Marg Helgenberger, William Petersen, Eric Szmanda
- 24
Reiko Aylesworth, Carlos Bernard, Elisha Cuthbert, James Badge Dale, Joaquim de Almeida, Dennis Haysbert, Vincent Laresca, Mary Lynn Rajskub, Paul Schulze, Kiefer Sutherland, D.B. Woodside
- Six Feet Under
Lauren Ambrose, Frances Conroy, James Cromwell, Idalis DeLeón, Peter Facinelli, Ben Foster, Sprague Grayden, Rachel Griffiths, Michael C. Hall, Peter Krause, Justina Machado, Freddy Rodríguez, Mathew St. Patrick, Mena Suvari, Justin Theroux
- I Soprano
Lorraine Bracco, Steve Buscemi, Dominic Chianese, Vincent Curatola, Drea de Matteo, Jamie-Lynn DiScala, Edie Falco, James Gandolfini, Robert Iler, Michael Imperioli, Steve Schirripa, Tony Sirico, Aida Turturro, Steven Van Zandt, John Ventimiglia
- West Wing - Tutti gli uomini del Presidente
Stockard Channing, Kristin Chenoweth, Dulé Hill, Allison Janney, Joshua Malina, Mary McCormack, Janel Moloney, Richard Schiff, Martin Sheen, John Spencer, Lily Tomlin, Bradley Whitford

### Migliore cast in una serie commedia
- Desperate Housewives
Andrea Bowen, Ricardo Antonio Chavira, Marcia Cross, Steven Culp, James Denton, Teri Hatcher, Felicity Huffman, Cody Kasch, Eva Longoria, Jesse Metcalfe, Mark Moses, Nicollette Sheridan, Brenda Strong
- Arrested Development
Will Arnett, Jason Bateman, Michael Cera, David Cross, Portia De Rossi, Tony Hale, Alia Shawkat, Jeffrey Tambor, Jessica Walter
- Sex and the City
Kim Cattrall, Kristin Davis, Cynthia Nixon, Sarah Jessica Parker
- Tutti amano Raymond
Peter Boyle, Brad Garrett, Patricia Heaton, Doris Roberts, Ray Romano, Madylin Sweeten
- Will & Grace
Sean Hayes, Eric McCormack, Debra Messing, Shelley Morrison, Megan Mullally

## SAG Annual Life Achievement Award
- James Garner